# 徳勝県
徳勝県（とくしょう-けん）は中華人民共和国遼寧省にかつて存在した県。現在の瓦房店市北西部に相当する。
遼代に設置され、金代に廃止された。